# Steve Ramsey
Steve Ramsey (...) è un chitarrista inglese, da molti anni durante le registrazioni ed i concerti utilizza prevalentemente una chitarra Gibson SG.

## Biografia
Iniziò a suonare nel 1979 e poco dopo, insieme a Russ Tippins, fondò i Satan. Il primo album che vide la sua partecipazione fu Court in the Act, pubblicato nel 1983. In seguito, di comune accordo con gli altri membri, decise si cambiare il nome alla band, una prima volta in Blind Fury e, dopo aver riadottato quello originale, una seconda volta in Pariah.
Nel 1990, assieme a Martin Walkyier dei Sabbat, fondò gli Skyclad, i "pionieri" del folk metal. Con loro ha realizzato dieci album in studio in altrettanti anni. Nel 2004 ha partecipato al Wacken Open Air riunendosi con i Satan, che qualche anno dopo si sono riformati.

Attualmente è impegnato con entrambe le band e si dedica all'insegnamento della chitarra.

## Stile e influenze
Le sue maggiori fonti si ispirazione sono stati i gruppi hard rock degli anni settanta, vale a dire Scorpions, UFO, Thin Lizzy, Rainbow, Rush, Black Sabbath e Judas Priest; per il suo stile chitarristico e compositivo è debitore, in particolar modo, a questi ultime due band, oltre che ai Queen del primo periodo.

## Discografia

### Coi Satan

#### Album in studio
- 1983 – Court in the Act
- 1987 – Suspended Sentence
- 2013 – Life Sentence
- 2015 – Atom by Atom

Blind Fury
- 1985 – Out of Reach

Pariah
- 1988 – The Kindred
- 1989 – Blaze of Obscurity
- 1997 – Unity

#### Album dal vivo
- 2004 – Live in the Act
- 2014 – Trail of Fire: Live in North America

#### Raccolte
- 2011 – The Early Demos

### Con gli Skyclad

#### Album in studio
- 1991 – The Wayward Sons of Mother Earth
- 1992 – A Burnt Offering for the Bone Idol
- 1993 – Jonah's Ark
- 1994 – Prince of the Poverty Line
- 1995 – The Silent Whales of Lunar Sea'
- 1996 – Irrational Anthems
- 1996 – Oui Avant-Garde á Chance
- 1997 – The Answer Machine?
- 1999 – Vintage Whine
- 2000 – Folkémon
- 2004 – A Semblance of Normality
- 2009 – In the... All Together

#### Album dal vivo
- 2001 – Another Fine Mess
- 2002 – Live at the Dynamo

#### Raccolte
- 1996 – Old Rope
- 2002 – History Lessens
- 2002 – No Daylights... Nor Heel Taps
- 2016 – A Bellyful of Emptiness - The Very Best of the Noise Years